# Chus Pereda
Jesús María Pereda Ruiz de Temiño, más conocido como Chus Pereda (Medina de Pomar, Burgos, 15 de junio de 1938 - Barcelona, 27 de septiembre de 2011) fue un futbolista español que jugaba como delantero.

## Trayectoria como jugador
Sus inicios fueron en el Alcázar Club Deportivo de Medina de Pomar (Burgos). Además de su actividad deportiva, tocaba la trompeta en la Banda Municipal. En ese período jugó un total de 312 partidos en los que marcó 107 goles.  Entre 1956 y 1958 jugó en el Indautxu y su condición de jugador no nacido en el País Vasco le impidió jugar en las filas del Athletic Club. Su primer club en Primera División fue el Real Madrid, con el que jugó la temporada 1957-58, ganando la Liga y la Copa de Europa y disputando la final de la Copa del Generalísimo frente al Atlético de Bilbao.
Después jugó una temporada en el Real Valladolid y dos en el Sevilla FC. En ese último equipo formó parte de la histórica «delantera de cristal» junto a Agüero, Diéguez, Antoniet y Szalay. En 1961 quedó vinculado al Club de Fútbol Barcelona, en el que militó ocho temporadas, hasta 1969, que conformaron el periodo más recordado de su trayectoria deportiva. Terminó su carrera en el CE Sabadell y el RCD Mallorca.

## Internacional con la selección
Fue internacional 15 veces con la selección española, con la que debutó el 15 de mayo de 1960 frente a Inglaterra y jugó su último partido el 27 de octubre de 1968 frente a Yugoslavia.
Chus Pereda formó parte del equipo que ganó el primer título internacional de la selección, la Eurocopa 1964. En la final jugada en Madrid contra la URSS, Pereda marcó el primer gol y dio la asistencia para que Marcelino marcara el gol de la victoria (2-1), pero las cámaras de NO-DO no pudieron captar ese momento y el montador completó la jugada con un centro al área de Amancio Amaro. Pese al testimonio de la retransmisión radiofónica, de los espectadores del estadio Santiago Bernabéu y de los propios futbolistas. Televisión Española retransmitió en directo el partido, pero las imágenes del video de dicha retransmisión se perdieron por lo que la filmación de NO-DO hizo pensar a los españoles que la jugada no había sido de Pereda. Años más tarde, las imágenes en vídeo de la retransmisión en directo, fueron recuperadas y llegaron a España pudiéndose ver la jugada tal y como sucedió, en unas imágenes erróneamente llamadas de la televisión soviética, que no eran sino el vídeo correspondiente a la señal grabada por Eurovisión, de la retransmisión en directo de Televisión Española.

## Carrera internacional
| Selección | Temporada | Partidos | Goles |
| --------- | --------- | -------- | ----- |
| España    | 1959–60   | 5        | 1     |
| España    | 1960–61   | 1        | -     |
| España    | 1961–62   | -        | -     |
| España    | 1962–63   | -        | -     |
| España    | 1963–64   | 5        | 2     |
| España    | 1964–65   | 1        | -     |
| España    | 1965–66   | 2        | 3     |
| España    | 1966–67   | -        | -     |
| España    | 1967–68   | -        | -     |
| España    | 1968–69   | 1        | -     |
| España    | Total     | 15       | 6     |

## Trayectoria como entrenador
Se proclamó subcampeón de la Copa Mundial de la FIFA sub-20, en el año 1985, dirigiendo, de modo sobresaliente, a la selección española.
Entrenó a las divisiones juveniles de la selección española, llegando incluso a dirigir a la selección absoluta en 1992, debido a una enfermedad del entonces seleccionador Vicente Miera. En la temporada 1995-1996 fue entrenador del Xerez CD.
En 1998 fue seleccionador de la selección autonómica de Castilla y León, con el resultado de Castilla y León 1 - Aragón 1.
Falleció el 27 de septiembre de 2011 a consecuencia de un cáncer que meses antes anunció que padecía.

## Clubes
- Alcázar Club Deportivo: 1953.
- Balmaseda FC: 1953-1955.
- Indautxu: 1955-1957.
- Real Madrid: 1957-1958.
- Real Valladolid: 1958-1959.
- Sevilla FC: 1959-1961.
- FC Barcelona:1961-1969.
- CE Sabadell:1969-1970.
- RCD Mallorca:1970-1972.

## Otros datos
Actualmente el estadio del Alcázar Club Deportivo, que es el equipo de su pueblo natal y además el primer equipo en el que militó, lleva su nombre: Estadio Jesús María Pereda. Fue nombrado Hijo Predilecto de Medina de Pomar y le fue otorgada la Medalla de Oro de su pueblo natal.

## Títulos
- 1 Liga: 1957-1958, con el Real Madrid.
- 2 Copa del Generalísimo:1963 y 1968, con el  FC Barcelona.
- 1 Copa de Europa: 1957-1958, con el Real Madrid.
- 1 Copa de Ferias: 1966, con el  FC Barcelona.
- 1 Eurocopa: 1964, con la  selección de fútbol de España.